# Knutange
 Knutange  es una población y comuna francesa, en la región de Lorena, departamento de Mosela, en el distrito de Thionville-Ouest y cantón de Algrange.

## Demografía
| 5767 | 4433 | 4104 | 3649 | 3772 | 3632 |
| Para los censos de 1962 a 1999 la población legal corresponde a la población sin duplicidades (Fuente: INSEE [Consultar]) |      |      |      |      |      |